# الدوري الإسباني الدرجة الثانية 1978–79
دوري الدرجة الثانية الإسباني 1978–79 (بالإسبانية: Segunda División de España 1978-79)‏ هو الموسم 48 من دوري الدرجة الثانية الإسباني. أشرف على تنظيمه الاتحاد الملكي الإسباني لكرة القدم، وكان عدد الأندية المشاركة فيه 20، وفاز فيه ديبورتيفو ألميريا.